# Pałac w Gołkowicach
Pałac w Gołkowicach – zabytkowy pałac, który znajduje się na terenie założenia pałacowo-parkowo-folwarcznego Gołkowicach, w gminie Byczyna, w powiecie kluczborskim.

## Historia
Pałac w Gołkowicach został wybudowany w 1750 roku w stylu barokowym. Następne przebudowy datowane są na XIX i XX wiek. W roku 1990 obiekt wraz z parkiem zakupił prywatny właściciel, który urządził tu gospodarstwo agroturystyczne. Od tego czasu obiekt jest dostępny dla zwiedzających.

## Architektura i wnętrze
Budynek jest murowany z cegły i potynkowany. Wzniesiono go na sklepionych piwnicach, na rzucie prostokąta. Ma dwie kondygnacje i nakryty jest dachem mansardowym. Wnętrze pałacu jest dwutraktowe z korytarzem pomiędzy traktami. Na osi znajduje się hall z klatką schodową w trakcie tylnym. Wyposażenie pałacu zachowało się częściowo, należy do niego m.in. neogotycka stolarka drzwiowa pochodząca z XIX przebudowy.